# Front national de libération de l'Ogaden
Le Front national de libération de l'Ogaden (FNLO) (Amharique : ኦጋደን ብሔራዊ ነጽነት ግንባር, Somali : Jabhadda Wadaniga Xoreynta Ogaadeenya) est une faction autonomiste éthiopienne créée en 1984 et se battant pour l'indépendance de la région de l'Ogaden, à l'est de l'Éthiopie. L'Ogaden étant peuplé par de nombreuses ethnies somaliennes, le FNLO affirme que l'Éthiopie serait un gouvernement d'occupation. Pourtant, les peuples de l'Ogaden sont représentés dans la politique éthiopienne, notamment par le Parti démocratique du peuple Somali.
La branche armée du FNLO est l'"Armée nationale de libération de l'Ogaden". Le FLNO est qualifié par le gouvernement éthiopien de « groupe terroriste ».

## Histoire

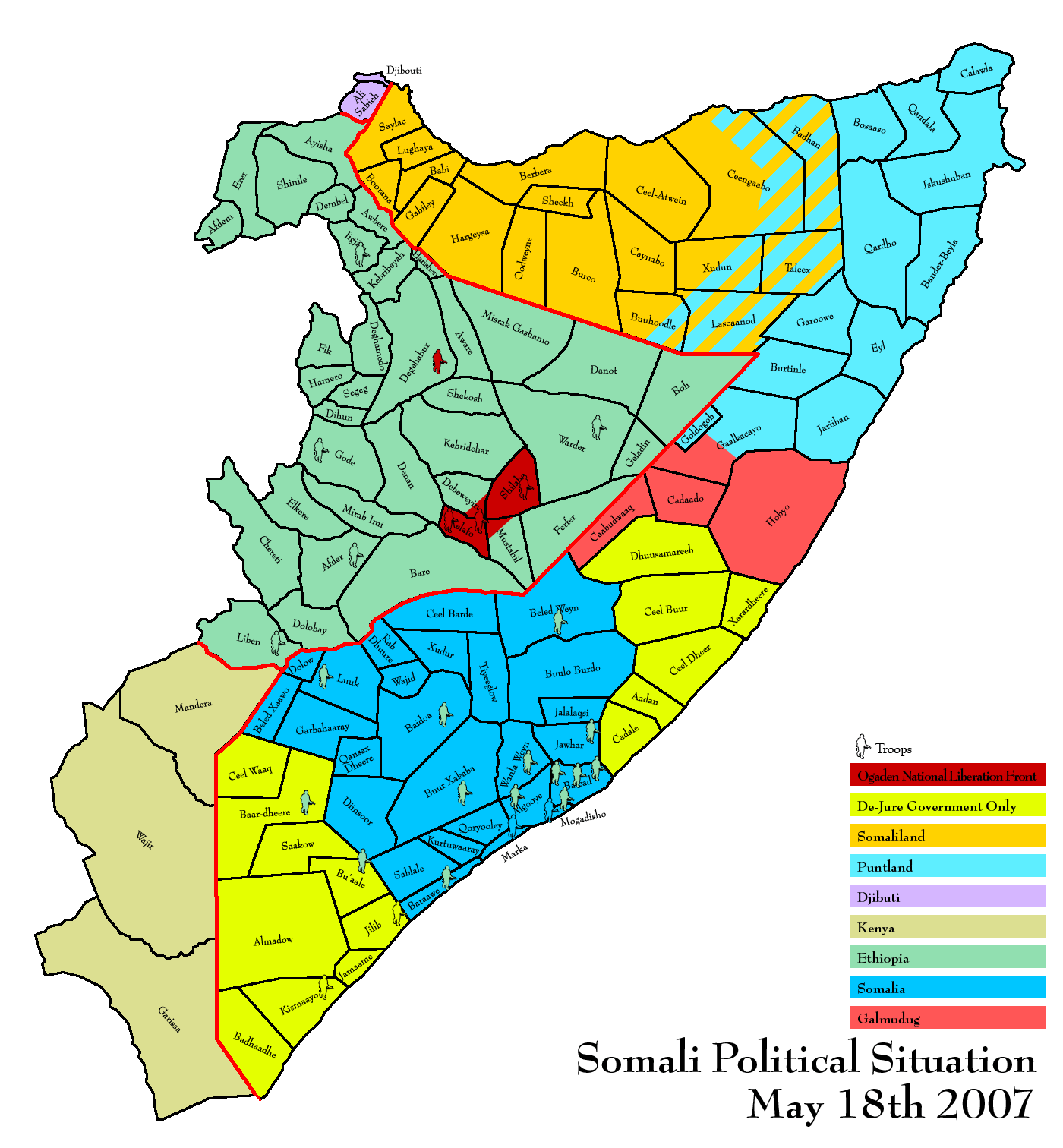
Territoires peuplé par les Somalis. La zone d'action du FNLO figure en rouge, à l'intérieur de la zone contrôlée par l'Éthiopie en vert clair.

Le FNLO a été créé en 1984 par un groupe de six personnes : Abdirahman Mahdi, Mohamed Ismail Omar (Front de libération de la Somalie occidentale, FLSO), le Sheikh Ibrahim Abdalla Mohamed (FLSO), Abdi Ibrahim Ghehleh (FLSO), Abdirahman Yusuf Magan (SLSO) et Abdullahi Muhumed Sa'di (FLSO). L'actuel chef du FLNO est Mohamed O. Osman qui a été désigné à ce poste lors d'une convention nationale en 1998.
À ses débuts, le FNLO a lutté contre le Derg, la dictature militaire de Mengistu Haile Mariam, mais il n'était pas allié avec le Front de libération du peuple du Tigray (FLPT), le mouvement de guérilla mené par le  futur premier ministre éthiopien Meles Zenawi.
Le FLNO s'est constitué après la défaite de la Somalie lors de la guerre de l'Ogaden en 1977-1978. Il recruta systématiquement les membres du Front de libération de la Somalie occidentale (FLSO) qui était de moins en moins soutenu par la Somalie. En 1993, le FLNO consolida pleinement sa position parmi les Somaliens de l'Ogaden. Après la chute du régime de Mengistu, il rejoint le gouvernement éthiopien mais il le quitta rapidement lorsque le gouvernement lança une campagne de répression contre lui en 1993 en raison de ses revendications d'indépendance et d'autonomie de la région de l'Ogaden.
En décembre 1992, le FNLO remporta 80 % des sièges du parlement local du cinquième district de la région Somali en Éthiopie. Ayant ainsi pris la présidence, la vice-présidence et le corps exécutif du district, il désigna les responsables chargés de contrôler le territoire. Hormis le FNLO, d'autres partis jouaient un rôle dominant, tels que le Parti démocratique du peuple Somali.
Par la suite, le gouvernement éthiopien fut accusé par FNLO de supprimer certains de ses membres, alors que de son côté le gouvernement l'accusait d'avoir tué des hommes politiques Somali. C'est dans ce contexte tendu qu'en 1995 est créé le Comité des Droit de l'Homme dans l'Ogaden (CDHO)n une organisation contrôlée par le FNLO et qui constitue sa branche diplomatique notamment pour ses relations étrangères avec les pays occidentaux. Par le biais de ce comité, le FNLO réclame la condamnation internationale des actions du gouvernement éthiopien contre lui.
En 2005, l'Éthiopie a proposé des pourparlers de paix avec le FNLO qui accepté à condition que les discussions soient engagées dans un pays neutre et en présence d'un arbitre neutre de la communauté internationale. Les pourparlers ont été rompus en raison de l'insistance de l'Éthiopie à ce que les deux parties se rencontrent dans un lieu situé dans la corne de l'Afrique. Le FNLO a intégré l'Alliance pour la liberté et la démocratie le 22 mai 2006 mais cette alliance n'a accompli aucun progrès depuis sa création.
Depuis 2006, le FNLO continue à opérer dans l'Ogaden. l'armée éthiopienne a intensifié ses actions contre le FNLO après que celle-ci a annoncé qu'elle allait attaquer la compagnie pétrolière malaisienne Petronas qui projetait d'extraire du pétrole dans le bassin de l'Ogaden. Les conflits entre le gouvernement et le FNLO ont considérablement ralenti le développement de la région Somalie même si une université, des écoles et un hôpital ont été créés.
Le 12 août 2006, 13 membres du FNLO ont été tués et plusieurs responsables ont été capturés. Le FNLO a contesté ces faits en prétendant que le gouvernement éthiopien tentait seulement de rassurer les compagnies de prospection pétrolière malaisienne et chinoise en affirmant qu'il contrôlait l'Ogaden.

### Impacts sur la guerre civile en Somalie

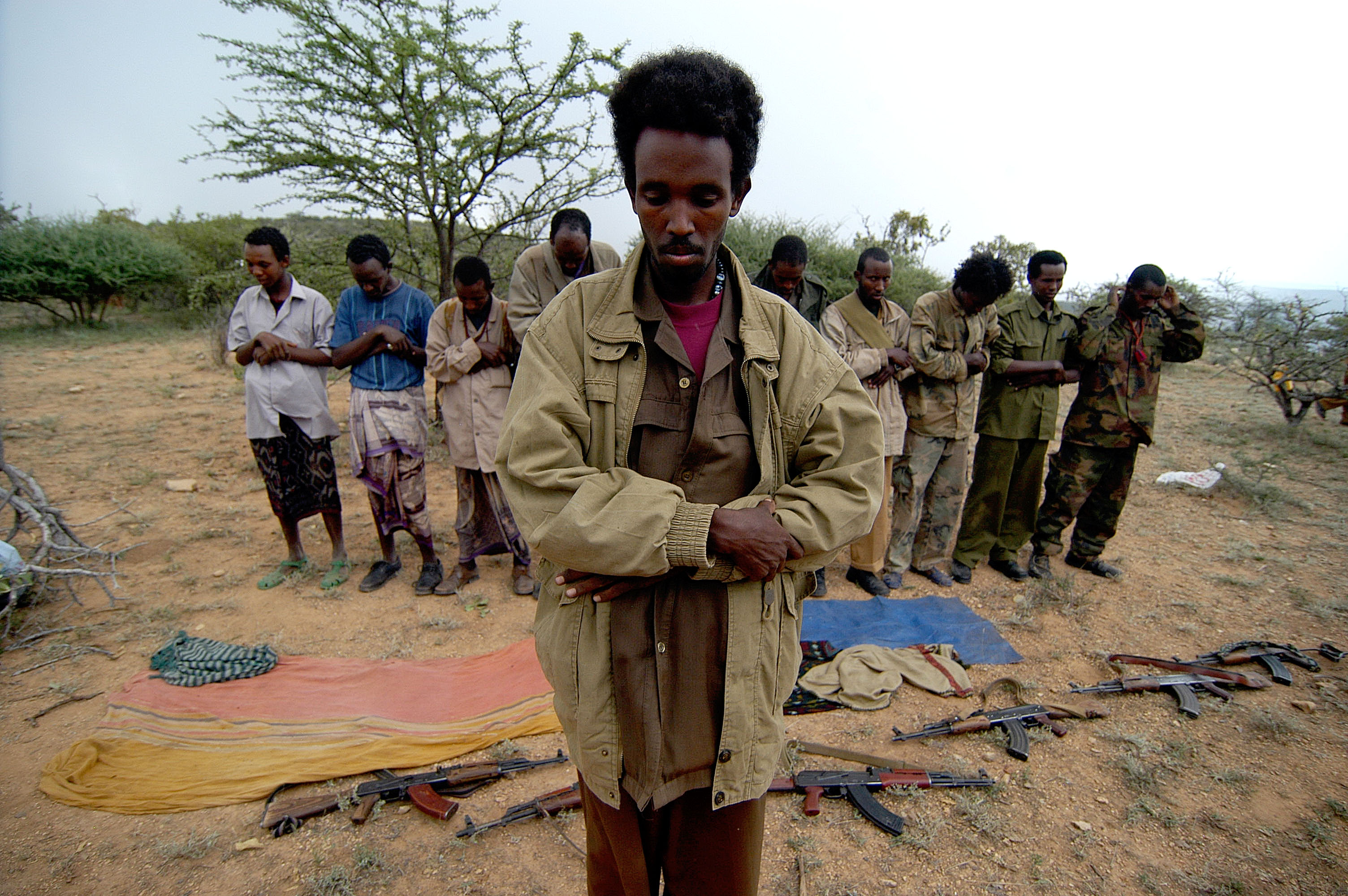
Rebelle du FNLO pratiquant le salat, la prière islamique

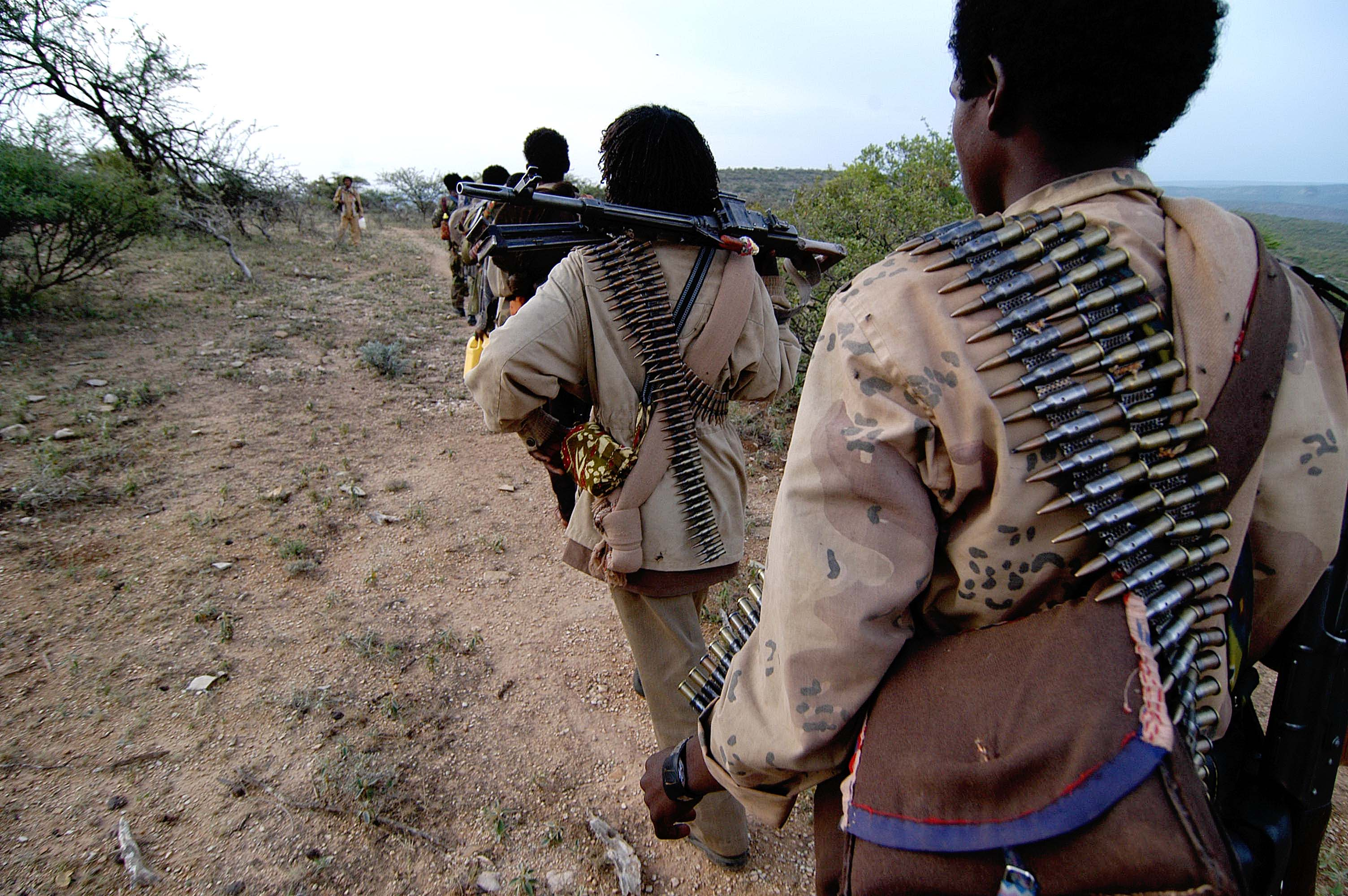
Rebelles du FNLO

Tout au long de la guerre qui a opposé l'Éthiopie et la Somalie, le FNLO n'a cessé d'intervenir pour freiner l'intervention éthiopienne sur le territoire de son voisin. Ainsi, le 28 novembre 2006, le FNLO annonçait qu'il n'autoriserait pas les troupes éthiopiennes a passer sur son territoire pour se rendre en Somalie. Le 23 décembre, le FNLO affirma avoir attaqué une colonne blindée éthiopienne près de Baraajisale, détruisant 4 des 20 véhicules, et avoir ainsi contraint le convoi à rebrousser chemin, mais aucune source indépendante n'a confirmé cette attaque.
Le 10 janvier 2007, le FNLO a condamné la participation de l'Éthiopie à la guerre en Somalie, indiquant que cette invasion démontrait que le gouvernement de Meles Zenawi était partie prenante dans ce conflit dont le but était de saper la souveraineté de la Somalie. Cependant, le gouvernement somalien remercia l'Éthiopie pour son aide à Mogadiscio.

### Le raid sur Abole et ses conséquences
Le 24 avril, 2007, des membres du FNLO ont attaqué un champ pétrolifère chinois à  Abole, dans la région Somali, tuant 65 Éthiopiens et 9 Chinois. Les rebelles affirmèrent avoir "complètement détruit" le champ pétrolier. La plupart des personnes tuées étaient des ouvriers, des gardes ainsi que du personnel d'encadrement. Ce fut la plus sanglante des attaques menées par le FNLO.
Peu de temps après ce raid, l'armée éthiopienne déclencha une vague de répression dans l'Ogaden.

### Autres attaques du FNLO
En mai 2007, une attaque à la grenade menée par les rebelles du FNLO dans la région Somali couta la vie à au moins 11 Somalis. Durant une cérémonie dans la ville de Djidjiga, le 28 mai, une grenade fut jetée sur le podium blessant le président régional de Somali, Abdulahi Hassan Mohammed, et tuant trois artistes. Au même moment, dans la ville, un seconde attaque à la grenade fit quatre morts parmi de jeunes étudiants.
Une attaque du FNLO dans une ville du wereda de Debeweyin dans la zone de Korahe fit également dix morts, dont un professeur d'école et une femme enceinte. Une autre dans la ville de Shilavo fit cinq morts civils. Une mine terrestre du FNLO près de Aware dans la zone Degehabur a explosé, tuant trois civils qui voyageaient en voiture.
En deux mois, entre novembre et décembre 2007, on estime qu'environ 200 civils ont été tués par le FNLO, selon la télévision américaine Voice of America. De nombreux Somalis originaires de la région de l'Ogaden ont condamné ces actions du FNLO qui touchaient les Somalis eux-mêmes.